# AMVJ
AMVJ (nederländska: Algemene Maatschappij voor Jongeren) är en stödfond och paraplyorganisation för idrott i Amsterdam, Nederländerna bildad under namnet 'Amsterdamsche Maatschappij voor Jongemannen' 1918.
AMVJ var ursprungligen en organisation för unga mäns mentala, intellektuella, fysiska och sociala utveckling med en bakgrund i nederländsk protestantisk miljö inspirerad av YMCA. Tidigt införskaffades både bostadhus för 120 personer och ett rekreationsområde De Paalberg. En idrottsförening med namnet Concordia bildades 1922. Den hade tillgång till fotbolls- och landhockeyplaner. Senare fortsatte verksamheten under AMVJ:s egna namn. Föreningen introducerade både basket och volleyboll i Nederländerna och var den första föreningen för bordtennis. Efter andra världskriget fick AMJV sitt nuvarande namn då verksamheten även kom att omfatta unga kvinnor. Under 1970-talet såldes både bostadshus och rekreationsområde.

## Volleyboll
AMVJ:s volleybollklubb bildades 9 mars 1930. Det är därmed den äldsta ännu aktiva volleybollklubben i Nederländerna. Den flyttade 1980 verksamheten till Amstelveen. Damverksamheten gick 2010 samma med VV Martinus och bildade TVC Amstelveen. 
Herrlaget har blivit nederländska mästare tio gånger (1948, 1963, 1969-1973, 1980, 1989 och 2002) och vunnit nederländska cupen en gånger (1977) medan damlaget blivit nederländska mästare  två gånger (1948 och 1995) och vunnit nederländska cupen två gånger (1985 och 1995). 